# Autostrada A115 (Franța)
Autostrada A115 este o autostradă franceză din regiunea pariziană, care leagă localitățile Sannois de Méry-sur-Oise. Este una dintre arterele principale din departamentul Val-d'Oise.
Scopul principal al acesteia este de a conecta A15 cu Francilienne, permițând astfel automobiliștilor să ajungă fără întrerupere la A16, către Amiens și Calais.
Anterior neterminată dincolo de Taverny, autostrada deservea doar un trafic local. Acesta a crescut semnificativ de la prelungirea autostrăzii până la RN184 (Francilienne) la sfârșitul anului 2004.
Pentru a face față acestei situații, au fost demarate încă din 2001 lucrări majore de reabilitare, incluzând protecții acustice, reabilitarea carosabilului și modernizarea semnalizării.

## Istoric
Declarații de utilitate publică
- 27.11.1968: Secțiunea Sannois - Taverny (A15 - final provizoriu)[1], (declarație prelungită la 23.11.1973[2][3]).
- 02.08.1995: Secțiunea Taverny - Méry-sur-Oise (final provizoriu - RN184)[4], (declarație prelungită la 01.08.2000 [5]).

Puneri în funcțiune:
- iulie 1974: Secțiunea Sannois - Franconville (A15 - ieșirea 1)
- septembrie 1975: Secțiunea Franconville - Ermont (ieșirile 1 la 2)
- 21 ianuarie 1980: Secțiunea Ermont - Taverny (ieșirea 2 - final provizoriu pe D106)
- 28 ianuarie 2000: Secțiunea Taverny - Bessancourt (final provizoriu pe D106 - ieșirea 5)
- 10 august 2003: Secțiunea Sannois - Saint-Leu (A15 - ieșirea 3), (recalificare)
- 18 august 2003: Secțiunea Saint-Leu - Taverny-Sud (ieșirile 3 la 4), (recalificare)
- 2003: Secțiunea Sannois - Taverny-Sud (A15 - ieșirea 4), (sfârșitul amenajărilor)
- 30 septembrie 2004: Secțiunea Bessancourt - Méry-sur-Oise (ieșirea 5 - RN184).

## Traseu
| De la A15 până la RN184 (Méry-sur-Oise); secțiune gratuită, neconcesionată, administrată de DIR Île-de-France. | |               |
| Intersecție | Nod rutier între A15 și A115: Paris, Épinay-sur-Seine, Argenteuil; Cergy-Pontoise, Franconville-Épine Guyon (nod rutier parțial).                           | A15           |
| A115 | |               |
| 1 - Franconville                                                                                               | Orașe deservite: Sannois, Ermont, Franconville, Franconville-centru.                                                                                        | RD508         |
| 2 - Ermont | Orașe deservite: Eaubonne, Le Plessis-Bouchard, Le Plessis-Bouchard-centru.                                                                                 | RD506         |
| 3 - Saint-Leu                                                                                                  | Orașe deservite: Saint-Leu-la-Forêt, Le Plessis-Bouchard-Zone d'activités.                                                                                  | RD139 RD502   |
| 4 - Taverny-Sud                                                                                                | Orașe deservite: Beauchamp, Beauchamp-centru, Taverny, Taverny-centru.                                                                                      | RD407         |
| | Tunelul Taverny. |               |
| 5 - Taverny-Nord                                                                                               | Orașe deservite: Bessancourt, Taverny-Les Lignères, Z.A. Beauchamp - Taverny.                                                                               | RD409         |
| Intersecție | Nod rutier între RN184 și A115: A15 (Cergy-Pontoise), Méry-sur-Oise-Z.A.; A16 (Calais, Amiens, Beauvais), Aeroportul Internațional Paris–Charles de Gaulle. | RN184 A15 A16 |
| 86 - Méry-sur-Oise                                                                                             | Orașe deservite: Auvers-sur-Oise, Méry-sur-Oise-centru, Frépillon.                                                                                          | RD928         |
| A115 | |               |
| RN184 | |               |